# سیارک ۱۲۰۷۱
سیارک ۱۲۰۷۱ (به انگلیسی: 12071 Davykim، نامگذاری:1998FV63) دوازده هزار و هفتادمین سیارک کشف شده‌است که در ۲۰ مارس ۱۹۹۸ کشف شد.
قدر مطلق سیارک برابر ۱۹.۵ است.